# زان دالي
زان دالي (بالإنجليزية: Zandalee)‏ هو فيلم دراما تم إنتاجه في الولايات المتحدة وصدر في سنة 1991. من بطولة نيكولاس كيج وجو بانتوليانو.

## وصلات خارجية
- زان دالي على موقع IMDb (الإنجليزية)
- زان دالي على موقع روتن توميتوز (الإنجليزية)
- زان دالي على موقع نتفليكس (الإنجليزية)
- زان دالي على موقع ألو سيني (الفرنسية)
- زان دالي على موقع Turner Classic Movies (الإنجليزية)
- زان دالي على موقع أول موفي (الإنجليزية)
- زان دالي على موقع فيلمافينيتي (الإسبانية)
- زان دالي على موقع قاعدة بيانات الأفلام السويدية (السويدية)
- زان دالي على موقع قاعدة بيانات الفيلم (الإنجليزية)
- زان دالي على موقع ليتربوكسد (الإنجليزية)